# Fokker D.II
El Fokker D.II era un biplano de combate alemán de la Primera Guerra Mundial. Era un avión de combate monoplaza desarrollado antes del Fokker D.I. Se basaba en el prototipo M.17, con alas de una sola bahía sin graduar, un fuselaje más grande y una envergadura menor que los D.II de producción. Utilizó el Oberursel U.I de 75 kW (100 CV) si bien el D.II no tenía suficiente potencia, aunque la única ametralladora IMG 08 de 7,92 mm (0,312 pulgadas) era normal para 1916. El ejército alemán compró 177.

## Historial de operaciones
En servicio, el D.II demostró ser poco mejor que los anteriores Fokker Eindecker - en particular, fue superado por los Nieuport 11 y 17. Los Kampfeinsitzerkommandos y los primeros Jagdstaffeln utilizaron algunas de sus características junto al Halberstadt D.II, pero los primeros biplanos de Fokker fueron rápidamente descartados cuando salieron los nuevos cazas de Albatros.

## Operadores
Imperio Alemán
- Luftstreitkräfte

 Países Bajos
- Koninklijke Marine

 Suiza
- Fuerza Aérea Suiza

## Especificaciones (D.II)

### Características generales
- Tripulación: un piloto
- Longitud: 6.40 m (21 pies 0 pulg.)
- Envergadura: 8.75 m (28 pies 9 pulg.)
- Altura: 2.55 m (8 pies 4 in)
- Área del ala: 18.0 m² (194 ft² )
- Peso en vacío: 384 kg (847 lb)
- Peso bruto: 575 kg (1,268 lb)
- Motor: 1 × Oberursel UI rotativa, 75 kW (100 CV)

### Actuación
- Velocidad máxima: 150 km / h (93 mph)
- Autonomía: 200 km (124 millas)
- Techo de servicio: 4,000 m (13,125 ft)
- Velocidad ascensional: 4,2 m / s (820 pies / min) de

### Armamento
- 1 ametralladora con visión de disparo 7,92 mm (0,312 in)  LMG 08